# كيونغهاي
كيونغهاي (بالصينية: 琼海市) هي مدينة من مدن الصين تقع في مقاطعة هاينان. يبلغ ارتفاع المدينة عن سطح البحر قرابة 22 متر. تبلغ مساحتها 1692 كم².